# Diceratura
Diceratura is een geslacht van vlinders van de familie bladrollers (Tortricidae).

## Soorten
- D. amaranthica Razowski, 1963
- D. complicana Aarvik, 2010
- D. diceratops Razowski, 1967
- D. infantana (Kennel, 1899)
- D. ostrinana (Guenee, 1845)
- D. porrectana Djakonov, 1929
- D. rhodograpta Djakonov, 1929
- D. roseofasciana (Mann, 1855)
- D. teheranica Razowski, 1970